# Lionel Richie (musikalbum)
Lionel Richie är ett musikalbum av Lionel Richie som lanserades i oktober 1982. Albumet var Richies debutalbum som soloartist. Albumets tre singlar "Truly", "You Are" och "My Love" placerade sig alla på högt upp Billboard Hot 100 i USA. 

## Låtlista
1. "Serves You Right" (McClain/Phillinganes/Richie) - 5:14
2. "Wandering Stranger" (Richie) - 5:38
3. "Tell Me" (Richie/Foster) - 5:32
4. "My Love" (Richie) - 4:08
5. "Round and Round" (Cochrane/Richie) - 4:57
6. "Truly" (Richie) - 3:26
7. "You Are" (Harvey-Richie/Richie) - 5:05
8. "You Mean More to Me" (Richie) - 3:08
9. "Just Put Some Love in Your Heart" (Richie) - 1:27